# Slakkenhuis (mollusken)

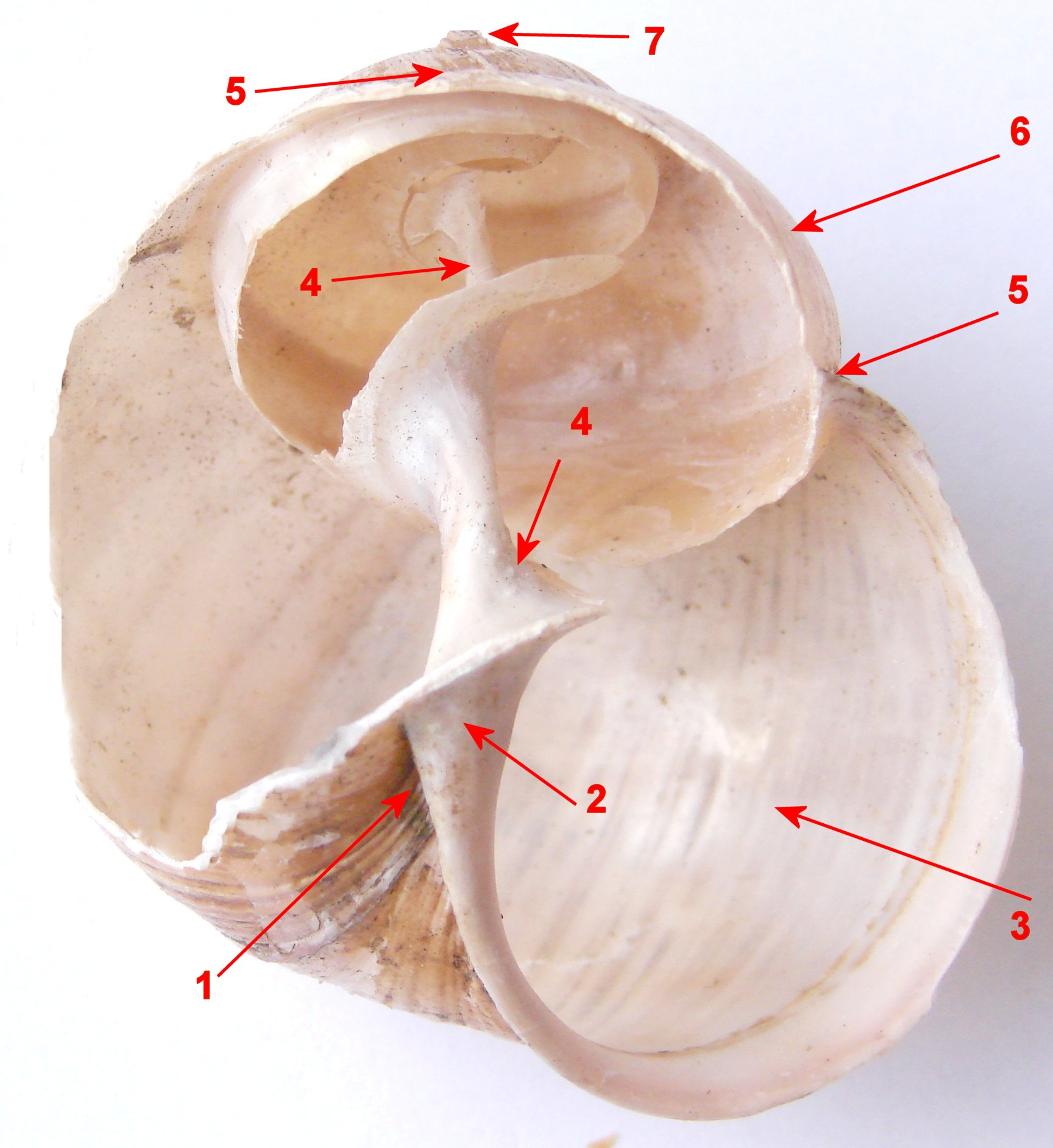
Het slakkenhuis van een grote landslakkensoort waarvan delen zijn weggebroken om de interne opbouw te laten zien.
1 - umbilicus of navel
2 - callus of eelt
3 - apertura of mondopening
4 - columella of spil
5 - sutuur of naad
6 - winding
7 - apex of top

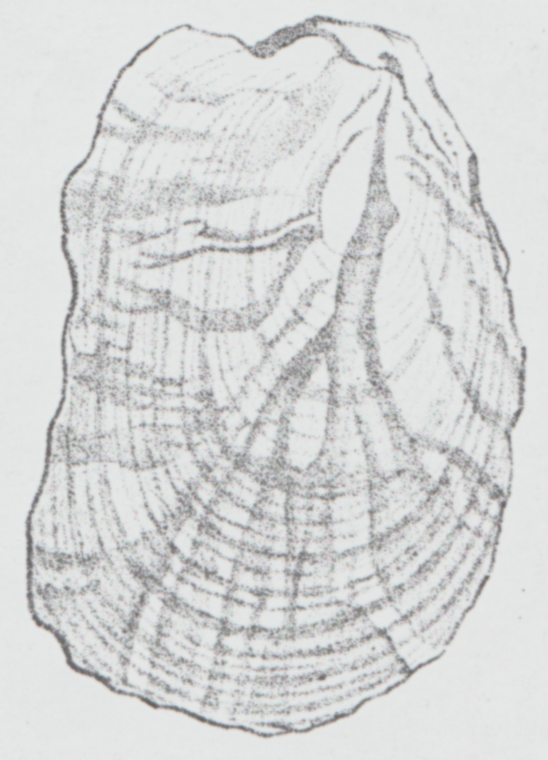
Inwendige rudimentaire schelp bij de naaktslakkenfamilie van de Limacidae

Het slakkenhuis is een schelp die onderdeel is van het lichaam van een slak. Het is uitwendig ofwel een exoskelet dat niet alleen dient voor de aanhechting van spieren, maar ook bescherming biedt tegen roofdieren en mechanische schade. Bij landslakkensoorten en bepaalde zeeslakkensoorten die vooral boven de waterlijn leven levert de schelp de nodige bescherming tegen zon en uitdroging.
Het slakkenhuis is opgebouwd uit verschillende lagen en is doorgaans gemaakt van calciumcarbonaat dat wordt afgezet in een organische matrix van conchyoline, dat verwant is aan chitine. De schelp wordt afgescheiden door een orgaan dat de mantel wordt genoemd.
De meeste slakken hebben een schelp, maar een aantal groepen hebben er geen of hebben een rudimentaire inwendige schelp. Deze groepen worden naaktslakken genoemd, maar deze term verwijst naar vele niet-verwante groepen. Slakken met een huis worden ook wel huisjesslakken genoemd, waarvoor hetzelfde geldt: de term omvat vele niet-verwante groepen van soorten.
De schelp bestaat meestal uit één stuk en is doorgaans in een spiraal gewonden. Er zijn ook soorten waarvan de schelp minder duidelijk of helemaal niet gewonden is, zoals bij de verschillende groepen hoedvormige schelpensoorten. Er zijn soorten die de mondopening van de schelp met een dekseltje, het operculum, kunnen afsluiten. Een operculum kan van kalk en/of van conchyoline gemaakt zijn.

## Chiraliteit bij slakken

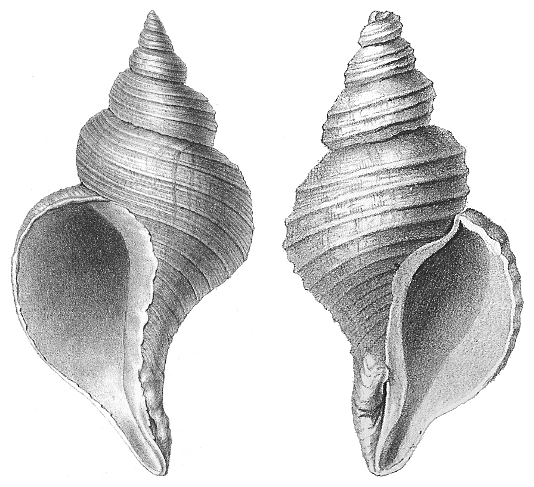
Links: linksgewonden schelp van Neptunea angulata en rechts: rechtsgewonden schelp van Neptunea despecta

Omdat gewonden schelpen asymmetrisch zijn, hebben zij een eigenschap die chiraliteit genoemd wordt, de draairichting van een asymmetrische structuur. De chiraliteit van de schelp is een gevolg van de anatomie van de weke delen van het dier.
Bij verreweg de meeste slakkensoorten is de draairichting van de schelpen dextraal ofwelrechtsgewonden, een kleine minderheid van soorten en geslachten is altijd sinistraal, ofwel linksgewonden, en enkele soorten kunnen zowel rechts- als linksgewonden schelpen hebben. Daarbij komt dat rechtsgewonden schelpen bij 'vergissing' linksgewonden kunnen zijn en omgekeerd. Een beroemd voorbeeld is die van Jeremy de slak.
De winding kan regelmatig zijn, maar ook onregelmatig en grillig verlopen en er zijn zelfs soorten waarvan de schelp tijdens een bepaald stadium van draairichting verandert. Overigens hebben dergelijke verschijnselen in de chiraliteit van de schelp geen invloed op die van de weke delen van het dier. Een dier met een rechtsgewonden anatomie heeft doorgaans een rechtsgewonden schelp. Bij rechts- of linksgewonden soorten waarvan de chiraliteit van de schelp tijdens het leven van het dier omdraait, blijft de chiraliteit van de weke delen ongewijzigd. Bij soorten met een operculum dat spiraalsgewijs is opgebouwd weerspiegelt de draairichting van het operculum die van de schelp: rechtgewonden soorten hebben een rechtsgewonden operculum, een linksgewonden soort heeft een linksgewonden operculum.
Om te bepalen of een slakkenhuis rechts- dan wel linksgewonden is, houdt men de schelp met de mondopening naar voren en de top naar boven gericht. Bij een rechtsgewonden schelp bevindt de mondopening zich nu aan de rechterkant van de denkbeeldige verticale as (de spil of columella) door top en mondopening, bij een linksgewonden schelp is het omgekeerd.
Er zijn ook soorten uit verschillende niet verwante groepen waarvan de schelp in een plat vlak gewonden is ('planispiraal'). Hier helpt dit hulpmiddel voor de bepaling van de draairichting dus niet. Daartoe kan dan meestal slechts de anatomie van de weke delen uitsluitsel geven. Er zijn groepen slakken die traditioneel altijd als rechtsgewonden worden afgebeeld, maar waarvan uit anatomisch onderzoek is gebleken dat zij linksgewonden zijn. Dat is onder andere het geval bij de zoetwaterslakkenfamilie Planorbidae. Bij soorten met een spiraalsgewijs gebouwd operculum helpt de draairichting van het operculum de draairichting van de schelp te bepalen.

### Kanttekening
Bij het afdrukken van foto's gebeurt het wel dat de afbeelding door onkunde in spiegelbeeld wordt afgedrukt. Dit heeft tot gevolg dat een gewone rechtsgewonden soort als linksgewonden wordt afgebeeld. Bij lithografieën in oude literatuur is dat echter gewoon: het was te veel werk om rechtsgewonden slakkenhuizen linksgewonden te tekenen opdat de afdruk ervan weer een rechtsgewonden slakkenhuis zou opleveren.

## Morfologie

De schelp van Zonitoides nitidus, een landslakkensoort, is rechtsgewonden.
Bovenste figuur: Dorsale zijde, met windingen en de apex
Middelste figuur: Laterale zijde, met de schelpomtrek
Onderste figuur: Basale zijde laat de schelpomtrek zien met de navel in het midden

De morfologie van het slakkenhuis van individuen die tot één soort behoren is meestal tamelijk constant, en uitzonderingen daargelaten geldt hetzelfde voor de morfologie van soorten binnen iedere slakkenfamilie.
Bepalende factoren zijn:
- De mate van groei binnen één draaiing rond de windingsas. Een hoge snelheid leidt tot vormen met zeer wijde mondopeningen, zoals bij de Zeeoren, een lage snelheid leidt tot vormen zoals bij de penhoren of sommige schijfhorens.
- De doorsnede van de figuur die zich spiraalsgewijs langs de as ontwikkelt. Ruwweg de vorm van de mondopening. Deze vorm kan bijvoorbeeld rond zijn, zoals te zien is bij veel pluimdragers, langwerpig zoals bij kegelslakken of onregelmatig met een sifonaal kanaal zoals bij de Muricidae het geval is.
- De snelheid waarmee deze figuur zich uit het platte vlak begeeft, de translatiesnelheid. Deze kan hoog zijn wat leidt tot de vorm van een Penhoren of tot nul naderen waarbij de schelp in het platte vlak gewonden wordt zoals de Schijfhorens en waarbij de schelphoogte ongeveer met de hoogte van de mondopening overeenkomt.
- De versiering van het buitenste schelpoppervlak, de sculptuur. De sculptuur kan volkomen afwezig zijn wat een glad schelpoppervlak geeft, ze kan ook uit allerlei elementen bestaan zoals ribbels, stekels, en knobbels en allerlei combinaties daarvan. Ribbels of ribben kunnen parallel aan de mondrand staan (axiaal, radiaal of ook wel radiair genoemd) of min of meer loodrecht daarop, parallel aan de windingsrichting of de sutuur verlopen, spiraalsculptuur genoemd. Beide kunnen ook gecombineerd zijn en een soort traliewerksculptuur veroorzaken. Een speciaal soort rib is de varix (meervoud: varices). Een varix wordt bij een groeistilstand bij de mondrand aangemaakt en is vaak geprononceerder ontwikkeld dan de gewone radiaire ribben. Bij sommige groepen kan na de aanleg van een varix de groeirichting een hoek maken met de tot dan toe gevolgde richting zoals bij sommige Muricidae.
- Ontologische veranderingen in de schelpgroei. Volwassen dieren voegen vaak een structuur toe aan de schelp als gevolg waarvan de schelp niet eenvoudig meer verder kan groeien. Er ontstaan bijvoorbeeld uitstulpingen bij de mondrand zoals bij de pelikaansvoet en bij kourieschelpen krult de mondrand naar binnen wat de schelp steviger maakt maar eveneens de groei stopt.

Enkele van deze factoren kunnen wiskundig gemodelleerd worden en er bestaan computerprogramma's waarmee zeer realistische vormen te maken zijn.
Hoewel er vele uitzonderingen zijn worden sommige schelpvormen vaker in bepaalde milieus aangetroffen dan andere. Zo leven in hoog-energetische door golven blootgestelde milieus, zoals rotsen in de getijdenzone, vaak soorten met een grote mondopening en een relatief geringe schelphoogte zoals Patella. Hooggewonden vormen met een rijke sculptuur zijn algemener in rustig water. De schelp van gravende soorten zoals de penhoren, Oliva- en Terbra-soorten zijn hooggewonden en/of langwerpig van vorm en hebben een bescheiden of geheel afwezige sculptuur om de weerstand bij het bewegen door het zand te verkleinen. Enkele slakkensoorten, zoals de Vermetidae, cementeren hun schelp aan harde substraten zoals stenen en andere schelpensoorten.